# Кантрі-рок

Кантрі-рок (англ. Country rock) — музичний напрямок, що є поєднанням кантрі з рок-музикою, витоком якого є також рокабілі.
Термін стосується переважно творчості рок-музикантів, що на рубежі 1960-х — 70-х років почали записувати музику з відтінком кантрі. Зокрема це були гурти The Dillards, The Byrds, Grateful Dead, The Band, а також музиканти Боб Ділан, Ніл Янг та інші. Ці музиканти виросли слухаючи кантрі і рокабілі по радіо у 1950-ті, а з іншого боку були захоплені рок-н-ролом 1960-х. Частково вплив кантрі позначився і на ранніх записах The Beatles, зокрема у таких піснях як «I'll Cry Instead», «I Don't Want to Spoil the Party», «I'm A Loser», «Baby's In Black», а також у пісні «Matchbox» Карла Перкінса.
Термін стосується і пізніших музикантів, наприклад The Flying Burrito Brothers, First National Band, The Eagles, а також і може стосуватися і представників альтернативного кантрі.

## Відомі представники напрямку
- Poco
- Кід Рок
- Джон Фогерті
- Шеріл Кроу